# Grand Prix automobile de Dieppe
Le Grand Prix automobile de Dieppe est un Grand Prix organisé à sept reprises de 1929 à 1935 à Dieppe, en Seine-Maritime.

## Palmarès

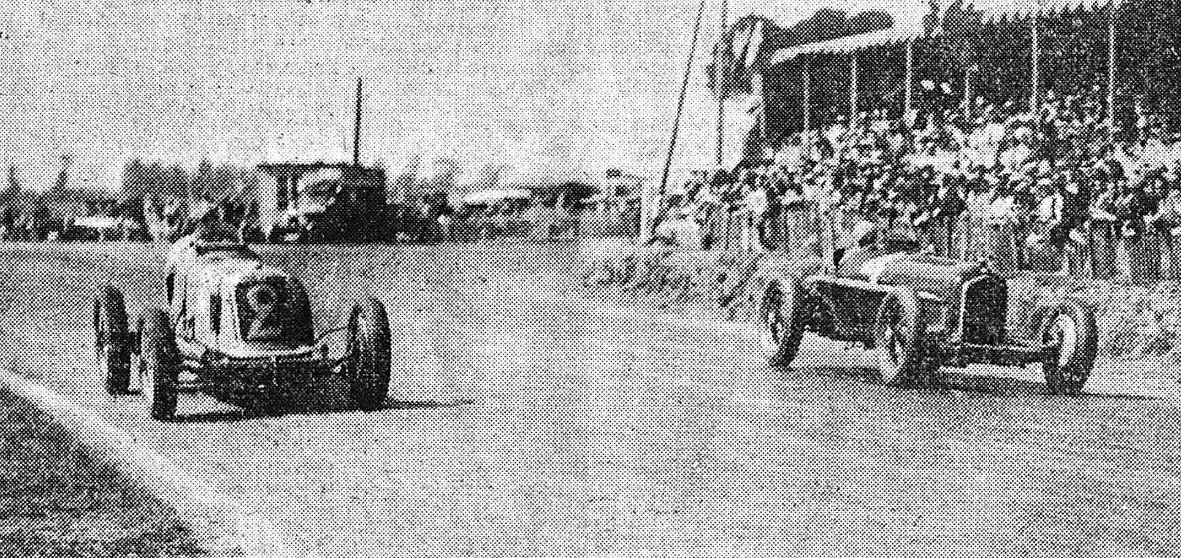
Grand Prix automobile de Dieppe 1934, à gauche Étancelin le vainqueur, et à droite Lehoux.

| Année | Vainqueur          | Écurie     | Circuit           | Résultats |
| ----- | ------------------ | ---------- | ----------------- | --------- |
| 1929  | René Dreyfus       | Bugatti    | Circuit de Dieppe | Résultats |
| 1930  | Marcel Lehoux      | Bugatti    | Circuit de Dieppe | Résultats |
| 1931  | Philippe Étancelin | Alfa Romeo | Circuit de Dieppe | Résultats |
| 1932  | Louis Chiron       | Bugatti    | Circuit de Dieppe | Résultats |
| 1933  | Marcel Lehoux      | Bugatti    | Circuit de Dieppe | Résultats |
| 1934  | Philippe Étancelin | Maserati   | Circuit de Dieppe | Résultats |
| 1935  | René Dreyfus       | Alfa Romeo | Circuit de Dieppe | Résultats |

## Remarques

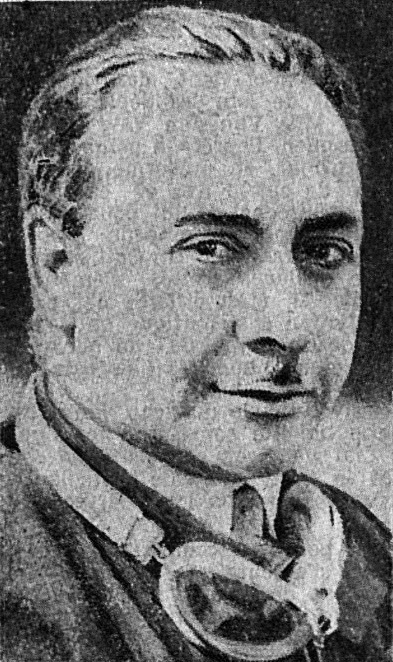
Jean Gaupillat (ici en 1931).

- Le Grand Prix de l'ACF a également été organisé antérieurement à Dieppe, en 1907 (vainqueur Felice Nazzaro), 1908 (vainqueur Christian Lautenschlager) et, 1912 (vainqueur Georges Boillot), alors aussi sur le Circuit de Dieppe ; Victor Hémery a encore gagné au Circuit de Dieppe, en 1911.
- Jean Gaupillat (sur Bugatti Type 37A en 1929), Philippe Auber (sur Bugatti Type 37A en 1930), Earl Howe (sur Delage 15SB en 1931) et Pat Fairfield (sur ERA-A en 1935), remportent l'épreuve réservée aux Voiturettes. En 1935, une épreuve spécifique a été montée pour ce type de véhicules durant la même journée, contrairement aux trois autres années citées.
- José Scaron (sur Amilcar en 1929) remporte l'unique édition du GP où les cyclecars sont également admis.